# Erythrodiplax diversa
Erythrodiplax diversa là loài chuồn chuồn trong họ Libellulidae. Loài này được Navás mô tả khoa học đầu tiên năm 1916.